# Coelotes rudolfi
Coelotes rudolfi är en spindelart som först beskrevs av Schenkel 1925.  Coelotes rudolfi ingår i släktet Coelotes och familjen mörkerspindlar.
Artens utbredningsområde är Schweiz. Inga underarter finns listade i Catalogue of Life.